# أنيكا ياكوبسن
أنيكا ياكوبسن (25 فبراير 1997 في الدنمارك - ) (بالدنماركية: Annika Jakobsen)‏ هي لاعبة كرة يد دانمركية.

## وصلات خارجية
- أنيكا ياكوبسن على موقع الاتحاد الأوروبي لكرة اليد (الإنجليزية)